# Lawrence Katz

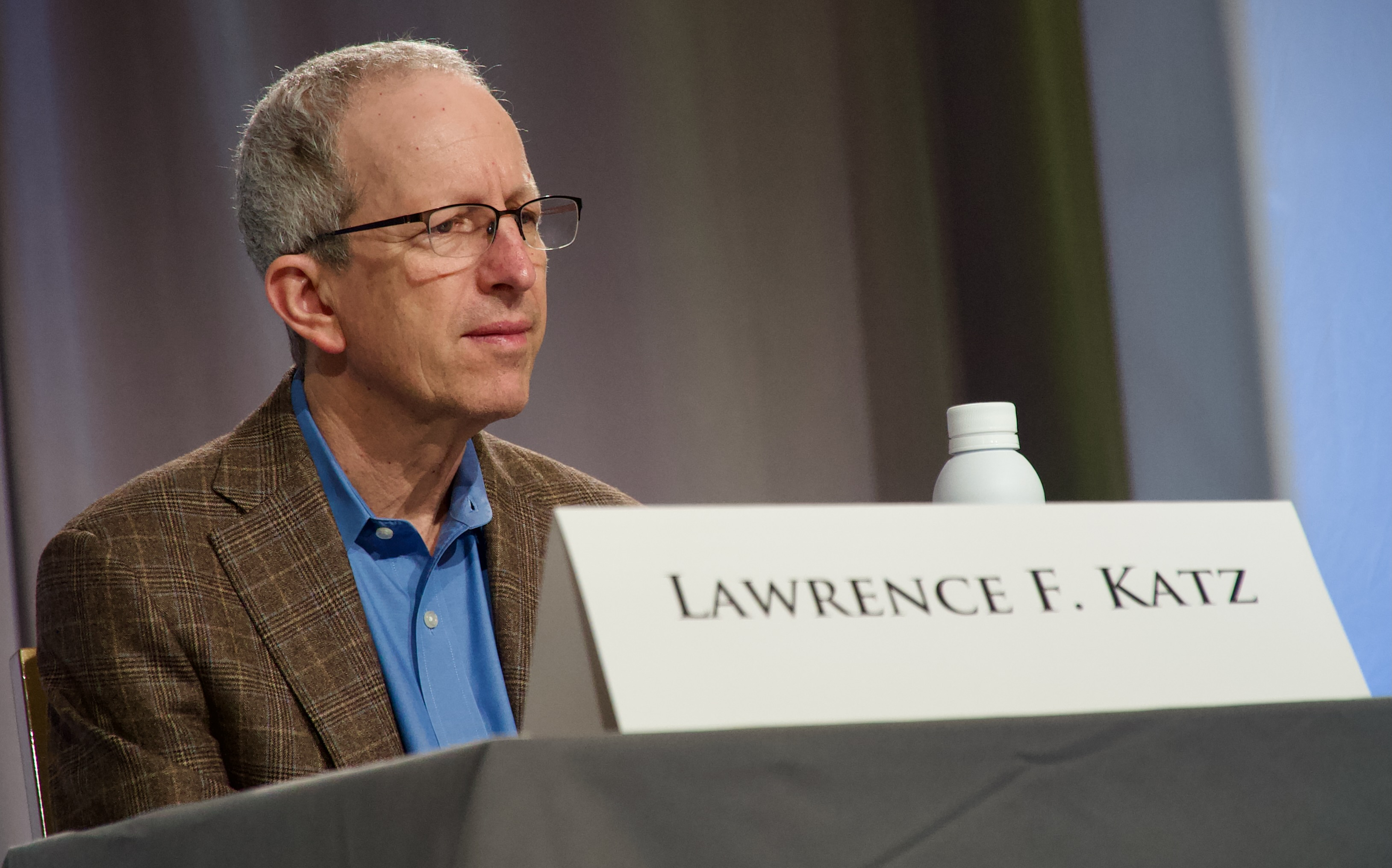
Lawrence Katz

Lawrence Francis Katz (* 1959 in Ann Arbor, Michigan) ist ein US-amerikanischer Wirtschaftswissenschaftler.

## Leben und Wirken
Katz schloss sein Studium der Wirtschaftswissenschaft an der University of California, Berkeley 1981 mit dem A.B. ab. 1986 promovierte er am Massachusetts Institute of Technology zum Ph.D. 1985 bis 1986 war er Assistenzprofessor an der School of Business Administration der University of California, Berkeley, und 1986 bis 1991 Assistenz- und außerordentlicher Professor an der Harvard University, wo er seit 1991 ordentlicher Professor ist. Daneben forscht er seit 1985 am National Bureau of Economic Research und war 1993 bis 1994 Chefökonom des Arbeitsministeriums der Vereinigten Staaten. Ein Gastprofessur führte ihn 1999 an die Hebräische Universität Jerusalem.
Katz arbeitet auf dem Gebiet der Arbeitsökonomik und der Ökonomie sozialer Probleme. Insbesondere beschäftigt er sich mit Einkommensungleichheit, Arbeitslosigkeit, mit Theorien zu Lohn- und Gehaltsbestimmung, Bildungsökonomik, dem Einfluss der Globalisierung und des technologischen Wandels auf den Arbeitsmarkt, der Ökonomie sozialer Interaktionen, dem ökonomischen Effekt der Antibabypille sowie der Evaluation der Effektivität von Sozial- und Arbeitsmarktrichtlinien.
Katz lebt mit seiner Frau, der Harvard-Wirtschaftsprofessorin Claudia Goldin (* 1946), in Cambridge MA. Mit ihr verfasste er 2008 das Buch The Race between Education and Technology.

## Auszeichnungen
- 1993 H. Gregg Lewis Prize für den besten Artikel im Journal of Labor Economics (Layoffs and Lemons. 1993).
- 1999 Excellence in Mentoring Award (Harvard Graduate Student Council)
- 2008 R. R. Hawkins Award „for the most Outstanding Professional, Reference, or Scholarly Work of 2008“ (American Association of Publishers, für The Race between Education and Technology)
- 2008 Richard A. Lester Prize „for the Outstanding Book in Labor Economics and Industrial Relations of 2008“ (für The Race between Education and Technology)
- 2020 IZA Prize in Labor Economics „für seine herausragenden wissenschaftlichen Beiträge zur Erforschung von Einkommensungleichheit und der Bedeutung von Bildung für den Arbeitsmarkterfolg“
- 2022 Jacob-Mincer-Preis

## Mitgliedschaften
- 1993 Econometric Society
- 2001 American Academy of Arts and Sciences
- 2005 Society of Labor Economists
- 2014 National Academy of Sciences[4]

## Werke
Bücher
- Hrsg. mit Richard B. Freeman: Differences and Changes in Wage Structures. University of Chicago Press, Chicago [u. a.] 1995, ISBN 0-226-26160-3
- mit Claudia Goldin: The Race between Education and Technology. Belknap Press of Harvard University Press, Cambridge, Mass. [u. a.] 2008, ISBN 978-0-674-02867-8

Artikel (Auswahl)
- mit Katharine G. Abraham: Cyclical Unemployment. Sectoral Shifts or Aggregate Disturbances? In: Journal of Political Economy. Band 94, Nr. 3, Juni 1986, S. 507–522.
- Efficiency Wage Theories. A Partial Evaluation. In: NBER Macroeconomics Annual. Band 1, 1986, S. 235–290.
- mit George A. Akerlof: Workers' Trust Funds and the Logic of Wage Profiles. In: The Quarterly Journal of Economics. Band 104, Nr. 3, August 1989, S. 525–536.
- mit Lawrence Summers: Industry Rents. Evidence and Implications. In: Brookings Papers on Economic Activity: Microeconomics. 1989, S. 209–275.
- mit Bruce Meyer: The impact of the potential duration of unemployment benefits on the duration of unemployment. In: Journal of Public Economics. Band 41, Nr. 1, Februar 1990, S. 45–72.
- mit Bruce D. Meyer: Unemployment Insurance, Recall Expectations, and Unemployment Outcomes. In: The Quarterly Journal of Economics. Band 105, Nr. 4, November 1990, S. 973–1002.
- mit Robert Gibbons: Layoffs and Lemons. In: Journal of Labor Economics. Band 9, Nr. 4, Oktober 1991, S. 351–380.
- mit David M. Cutler: Macroeconomic Performance and the Disadvantaged. In: Brookings Papers on Economic Activity. Band 22, 1991, Teilband 2, S. 1–74.
- mit Kevin M. Murphy: Changes in Relative Wages, 1963–1987. Supply and Demand Factors. In: The Quarterly Journal of Economics. Band 107, Nr. 1, Februar 1992, S. 35–78.
- mit Robert Gibbons: Does Unmeasured Ability Explain Inter-industry Wage Differentials? In: Review of Economic Studies. Band 59, Nr. 3, Juli 1992, S. 515–535.
- mit Alan B. Krueger: The effect of the minimum wage on the fast-food industry. In: Industrial and Labor Relations Review. Band 46, Nr. 1, Oktober 1992, S. 6–21.
- mit Olivier Jean Blanchard: Regional Evolutions. In: Brookings Papers on Economic Activity. Band 23, 1992, Teilband 1, S. 1–76.
- mit George J. Borjas und Richard B. Freeman: How Much Do Immigration and Trade Affect Labor Market Outcomes? In: Brookings Papers on Economic Activity. 1997, Teilband 1, S. 1–90.
- mit Claudia Goldin: The Origins Of Technology-Skill Complementarity. In: The Quarterly Journal of Economics. Band 113, Nr. 3, August 1998, S. 693–732.
- mit David H. Autor und Alan B. Krueger: Computing Inequality. Have Computers Changed The Labor Market? In: The Quarterly Journal of Economics. Band 113, Nr. 4, November 1998, S. 1169–1213.
- mit Claudia Goldin: The Shaping of Higher Education. The Formative Years in the United States, 1890 to 1940. In: Journal of Economic Perspectives. Band 13, Nr. 1, Winter 1999, S. 37–62.
- mit Claudia Goldin: Education and Income in the Early Twentieth Century. Evidence from the Prairies. In: The Journal of Economic History. Band 60, Nr. 3, September 2000, S. 782–818.
- mit Jeffrey R. Kling und Jeffrey B. Liebman: Moving To Opportunity In Boston. Early Results Of A Randomized Mobility Experiment. In: The Quarterly Journal of Economics. Band 116, Nr. 2, Mai 2001, S. 607–654.
- mit Claudia Goldin: The Power of the Pill. Oral Contraceptives and Women's Career and Marriage Decisions. In: Journal of Political Economy. Band 110, Nr. 4, August 2002, S. 730–770.